# Йобст Моравски
Йобст Моравски или Йост (на немски: Jobst von Mähren, Jost, Jodok(us) Markgraf von Mähren; на чешки: Jošt Lucemburský, Jošt Moravský; на френски: Josse de Luxembourg; * 1351, † 18 януари 1411, Брюн) от династията Люксембурги, е от 1375 г. маркграф на Моравия, херцог на Люксембург и курфюрст на Бранденбург (1388 – 1411), римско-немски крал от 1410 до 1411 г.

## Произход и ранни години
Той е най-възрастният син на граф Йохан Хайнрих от Тирол (1322 – 1375), маркграф на Моравия, и по-малък брат на император Карл IV. Майка му е Маргарета от Тропау (1330 – 1363), дъщеря на херцог Николаус II.
През 1375 г. той наследява Маркграфство Моравия заедно с брат си Прокоп (ок. 1355 – 1405), което води до непрекъснати конфликти помежду им.
Йобст се жени през 1372 г. за 12-годишната Елизабет от Опелн (* 1360, † 1374), дъщеря на херцог Владислав Ополчик и първата му съпруга Елизабет от Трансилвания. След две години тя умира. Още същата 1374 година Йобст се жени за нейната леля Агнес от Опелн (* 1360, † 1 април 1413). Бракът е бездетен. Така той е последният от Люксембургите, който държи Маркграфство Моравия.

## Управление и борби
През 1388 г. Йобст помага на братовчед си Сигизмунд Люксембургски, по-малкият син на Карл IV, да се възкачи на унгарския трон и получава за своята поддръжка Западна Словакия с Панония. В същата година крал Вацлав IV му предава родовото Херцогство Люксембург с ред ленове в Елзас.
През 1388 г. Сигизмунд Люксембургски постоянно изпитващ финансови трудности залага на Йост Курфюрство Бранденбург за 565 000 гулдена.
През 1392 година Йобст сключва съюз със Сигизмунд и Албрехт III Австрийски против крал Вацлав IV и своя роден брат Прокоп. В хода на войната Йобст пленява краля в Бероун (1394 г.), но Йост е принуден да освободи Вацлав.
През 1394 г. Йобст се присъединява към бунт на бохемски благородници около Бочек II от Подебради срещу Вацлав IV, когото той арестува в Пражкия замък. Мирът е сключен с посредничеството на братята на Вацлав, Сигизмунд и Йохан от Гьорлиц; след като обаче е освободен, кралят изгонва Йобст от Прага. Сигизмунд и Йобст подписват договор за взаимно наследяване през 1401 г., но по-късно отново се конфронтират помежду си.
През 1397 година Йобст се помирява с крал Вацлав и получава за освобождаването му Лужица и Маркграфство Бранденбург.

### Римско-германски крал
През 1410 година, след смъртта на крал Рупрехт, тронът на римско-германски крал се оказва вакантен. В това време Йобст Моравски управлява Курфюрство Бранденбург и така е един от курфюрстите, имащи право на глас при изборите за германски крал. Само че самият Сигизмунд претендира за това право и назначава Фридрих Брандербургски за свой представител от Курфюрство Бранденбург на изборите за крал на 20 септември 1410 година.
Изборът на нов крал се усложнява от факта, че крал Вацлав Люксембург живее в Бохемия и църковният разкол продължава в Европа. И ако думите на курфюрста на Кьолн, който заявява, че изборът на римски крал не е необходим, тъй като Вацлав продължава да бъде римски крал, лесно се игнорират, то разколът създава много проблеми. Йохан II фон Насау, архиепископ на Майнц, и Фридрих III фон Сарверден, архиепископ на Кьолн, които подкрепят папа Александър V от Пиза, привличат на своя страна Адолф, херцог на Берг, Стефан III Баварски и Фридрих, маркграф на Майсен и ландграф на Тюрингия.
Архиепископ Вернер фон Фалкенщайн от Трир, който подкрепя папа Григорий XII, има по-малко привърженици. Сред тях обаче са синът на починалия крал Рупрехт – курфюрст Лудвиг и неговият братовчед Фридрих, бургграф на Нюрнберг. Фридрих Хохенцолерн изплаща дълговете на Сигизмунд и убеждава Вернер от Трир и Лудвиг Пфалц да преминат на страната на Сигизмунд.
На 1 септември 1410 г. във Франкфурт се състои среща на избирателите. Бургграф Фридрих, пристига с голяма свита като „представител на избирателя на Бранденбург“ и планира да влезе в града заедно с 200 конници (което според „Златната була“ е разрешено само на избирателите). Но той е приет в града само като „посланик на краля на Унгария“.
На 20 септември 1410 г. Вернер фон Фалкенщайн от Трир и Лудвиг Пфалц като избиратели, Фридрих Нюрнбергски като представител се появяват пред градската катедрала. Избирателите на Саксония, Майнц и Кьолн отказват да започнат избори до пристигането на „избирателя на Бранденбург“ Йобст. Затова на 20 септември Йохан II фон Насау, курфюрст на Майнц, като архиепископ, забранява откриването на заседанието в църквата. Тогава Фридрих, заедно със своите съюзници, отиват до гробището в съседство с катедралата и там провъзгласяват избора на Сигизмунд. Избирателите на Майнц и Кьолн изразяват своя протест. Те привличат Вацлав на своя страна, който признава Йобст за „курфюрст-избирател от Бранденбург“. Заедно с гласа на Рудолф III от Саксония, Йобст получава 5 гласа и е провъзгласен за император на 1 октомври 1410 г. в градската катедрала.
Въпреки че Сигизмунд е избран по-рано, Йобст Моравски е подкрепен от повечето избиратели. Така в империята се появяват двама римски крале. Нито единият, нито другият обаче проявяват активност до януари 1411 година. През цялото това време интересите на Сигизмунд в Германия са представени от Фридрих и Йохан от Нюрнберг и Еберхард от Вюртемберг. На 11 януари 1411 г. Сигизмунд обявява съгласието си да заеме престола. В отговор Йобст започва да събира войски, но умира при подозрителни обстоятелства на 18 януари 1411 година. Неговият братовчед Сигизмунд Люксембургски поема отново властта в Бранденбург и става негов наследник и като римско-немски крал.

## Паметник на Йост
На 28 октомври 2015 г. в Бърно е открит паметник на Йост Моравски от Ярослав Рона. Статуята е висока 8 метра и е критикувана и възхвалявана.